# انتخابات فدرال استرالیا (۲۰۲۲)
انتخابات فدرال استرالیا در سال ۲۰۲۲ در تاریخ ۲۱ مه ۲۰۲۲ برای گزینش اعضای چهل و هفتمین دوره پارلمان استرالیا برگزار گردید.
دولت فعلی ائتلاف ملی لیبرال به رهبری نخست‌وزیر اسکات موریسون که به دنبال کسب چهارمین دوره متوالی قدرت در دولت کنونی بود. توسط اپوزیسیون، حزب کارگر به رهبری آنتونی آلبانیزی به چالش کشیده شد. سبزها، استرالیای متحد، یک ملت، احزاب جزئی دیگر و افراد مستقل نیز در انتخابات شرکت کردند. همه ۱۵۱کرسی مجلس سفلی، مجلس نمایندگان، و ۴۰ کرسی از ۷۶ کرسی مجلس علیا، و سنا، برای این انتخابات در نظر گرفته شده بودند.
اواخر شب برگزاری انتخابات، اسکات موریسون نتیجه انتخابات و پیروزی حزب کارگر را پذیرفت و استعفای آتی خود را به عنوان رهبر لیبرال اعلام کرد. آلبانیزی در ۲۳ مه ۲۰۲۲ به عنوان نخست‌وزیر سوگند یاد کرد.

## پیشینه

### انتخابات قبلی
در انتخابات قبلی که در ماه مه ۲۰۱۹ برگزار شد، ائتلاف لیبرال / ملی به رهبری اسکات موریسون، با کسب ۷۷ کرسی در مجلس نمایندگان، که برای اکثریت سه کرسی کافی بود، دولت تشکیل داد، در حالی که حزب کارگر ۶۸ کرسی به دست آورد و در اپوزیسیون باقی ماند. . شش کرسی دیگر توسط احزاب دیگر و مستقلان به دست آمد. هرکدام یک نفر به سبزها، اتحاد مرکز، حزب استرالیایی کاتتر و سه نفر باقیمانده به نمایندگان مستقل که نیمکت را تشکیل می‌دهند واگذار شد. در سنا، ائتلاف در اکثر ایالت‌ها پیشرفت‌های اندکی داشت و سهم خود را از کرسی‌ها به ۳۵ کرسی افزایش دادند، در حالی که حزب کارگر با ۲۶ کرسی ثابت ماند، سبزها نیز ۹ کرسی، اتحاد یک ملت و مرکز هر کدام با ۲ کرسی، و ژاکی لامبی و کوری. احزاب فرعی برناردی ۱ کرسی کسب کردند. این بدان معناست که هر ائتلافی برای تصویب قانون به چهار رأی اضافی نیاز دارد.

## تاریخ انتخابات
مقررات قانون اساسی و قانونی که در انتخاب تاریخ انتخابات مؤثر است عبارتند از:
- بند ۱۲ قانون اساسی می‌گوید: «فرماندار هر ایالت می‌تواند برای انتخاب سناتورهای آن ایالت نامه صادر کند».[۹]
- بند ۱۳ قانون اساسی مقرر می‌دارد که انتخابات سنا بایستی دوازده ماه قبل از خالی شدن کرسی‌ها انجام گیرد.[۱۰]
- بند ۲۸ قانون اساسی می‌گوید: «هر مجلس نمایندگان از اولین جلسه مجلس به مدت سه سال ادامه خواهد داشت و پس از آن نه دیرتر و نه زودتر توسط فرماندار کل منحل خواهد شد».[۱۱] از آنجایی که چهل و ششمین پارلمان استرالیا در ۲ ژوئیه ۲۰۱۹ افتتاح شد، بنابر این در ۱ ژوئیه ۲۰۲۲منقضی خواهد شد.
- اصل ۳۲ قانون اساسی می‌گوید: «دستورالعمل‌ها ظرف ده روز از انقضای مجلس نمایندگان یا از اعلان انحلال آن صادر می‌شود».[۱۲] که ده روز پس از اول ژوئیه ۲۰۲۲ تا ۱۱ ژوئیه ۲۰۲۲ خواهد بود.
- ماده ۱۵۶(۱) CEA می‌گوید: «تاریخ تعیین شده برای نامزدی نمایندگان نباید کمتر از ۱۰ روز و نه بیشتر از ۲۷ روز پس از تاریخ ارسال نامه باشد».[۱۳] که بیست و هفت روز پس از ۱۱ ژوئیه ۲۰۲۲ تا ۷ اوت ۲۰۲۲ می‌باشد..
- ماده ۱۵۷ این قانون می‌گوید: «تاریخ تعیین شده برای رأی‌گیری نباید کمتر از ۲۳ روز و نه بیشتر از ۳۱ روز پس از تاریخ نامزدی باشد».[۱۴] که سی و یک روز پس از ۷ اوت ۲۰۲۲ تا ۷ سپتامبر ۲۰۲۲، یعنی چهارشنبه است.
- ماده ۱۵۸ این قانون می‌گوید: «روزی که برای رأی‌گیری تعیین شده‌است، شنبه است».[۱۵] شنبه قبل از ۷ سپتامبر ۲۰۲۲، ۳ سپتامبر ۲۰۲۲ است؛ بنابراین این آخرین تاریخ ممکن برای انتخابات مجلس نمایندگان می‌باشد.